# El colombian dream
El colombian dream és una pel·lícula colombiana escrita i dirigida per Felipe Aljure. Es va estrenar el 27 d'octubre de 2006 i va ser rodada en locaciones de Girardot, ciutat natal del director. La pel·lícula fa una reflexió sobre els valors i antivalors de la societat colombiana en l'actualitat.

## Tècnica
La pel·lícula va ser rodada en super 16 i passada a format digital amb la intenció d'afegir-li efectes visuals en postproducció, per la qual cosa compta amb efectes digitals i animacions en 3D que s'incorporen a la narrativa de la pel·lícula, mostrant elements surrealistes, postmodernistes i del còmic. En el moment de filmar no es van usar lents intermedis treballant amb lents gran angular i lents teleobjectius. Les exigències tècniques de la pel·lícula van obligar a emprar 16 setmanes de rodatge, quan la mitjana per a una pel·lícula a Colòmbia és de 8 setmanes.

### Llenguatge visual
El colombian dream utilitza una complexa sèrie de recursos d'edició i fotografia que contribueixen a generar un ambient d'incertesa i risc constant. Diverses escenes es reprodueixen a alta velocitat i altres apareixen en càmera lenta amb els diàlegs superposats. Un detall notable d'algunes escenes és l'aparició en pantalla de dos angles simultanis des d'on es narra l'acció. Unes altres són presentades amb un breu títol o vinyeta amb un resum del que ocorrerà. Un element que es repeteix amb freqüència és el primer pla dels protagonistes mirant a la cambra durant una narració de Lucho.

## Argument
La història és narrada per la veu de Lucho, un nen avortat fa catorze anys. Mentre espera un cos nou on reencarnar, observa els esdeveniments que envolten a la seva germana Rosita i a la seva mare Lola.
Els nebots bessons de Lola, Pepe i Enrique Arango, que s'han convertit en traficants de drogues de disseny per tal de fer diners ràpidament, són de vacances a un balneari pròxim a Bogotà. Venen les pastilles al bar de la seva família, "El colombian dream". Un dia un dels seus proveïdors els dona per guardar una gran quantitat de “mercaderia” que ha robat als seus socis, però després de donar-les-hi mor per sobredosi. Això provoca que els narcotraficants busquin les pastilles, i de retrucs, els bessons i la seva família.

## Repartiment
- Enrique Arango	...	Ángel
- Manuela Beltrán	...	Rosita
- Martha Carolina Beltrán	...	La Belfa
- Rita Bendek	...	Lola
- Miguel Canal		...	Lucho
- Santiago Rudas ... Enrique Arango
- Julián Díaz	...	Jesús Elvis Simbaqueva
- Mateo Rudas ... Pepe Arango

## Recepció
La pel·lícula va ser llançada sota el lema publicitari de "Vegi-la abans que la prohibeixin". Dins de la crítica i el públic en general va generar opinions dividides, mentre que alguns enalteixen els seus assoliments tècnics, el ritme frenètic i la sàtira cultural manejada en la pel·lícula, uns altres qualifiquen aquests mateixos elements com a excessius.

## Elements culturals
Dins de la pel·lícula s'observen diversos elements relacionats amb la identitat cultural colombiana tractats en forma de sàtira. Un d'aquests detalls es mostra en la cançó interpretada pels personatges que lliuren les pastilles al·lucinògenes amb la frase Que aquí mandó el patrón porta la melodia del Himne nacional de Colòmbia. A més, les pastilles venen en tres varietats: grogues, blaves i vermelles, imitant els colors de la bandera de Colòmbia.